# Internationale Luchthaven Đà Nẵng
De Internationale Luchthaven Đà Nẵng (Vietnamees: Sân bay quốc tế Đà Nẵng) is een luchthaven ten zuiden van Đà Nẵng (Vietnam). De luchthaven bevindt zich op 2 kilometer van de binnenstad. De bouw begon in 1932 en eindigde in mei 1935. Er zijn twee parallel lopende startbanen van elk 3.048 meter lang en 45 meter breed.
Tussen 1959 en 1975, tijdens de Vietnamoorlog, was de luchthaven in gebruik als militaire basis van de Verenigde Staten, die het complex Danang Air Base noemden. In deze periode groeide Danang uit van een regionaal vliegveldje tot een luchthaven van formaat. Het beruchte middel Agent Orange werd hier massaal verladen, met als gevolg dat de grond rond de basis vergiftigd raakte. In 2012 begonnen Amerikanen met een grootscheepse schoonmaak van de nog altijd vergiftigde grond bij Danang.

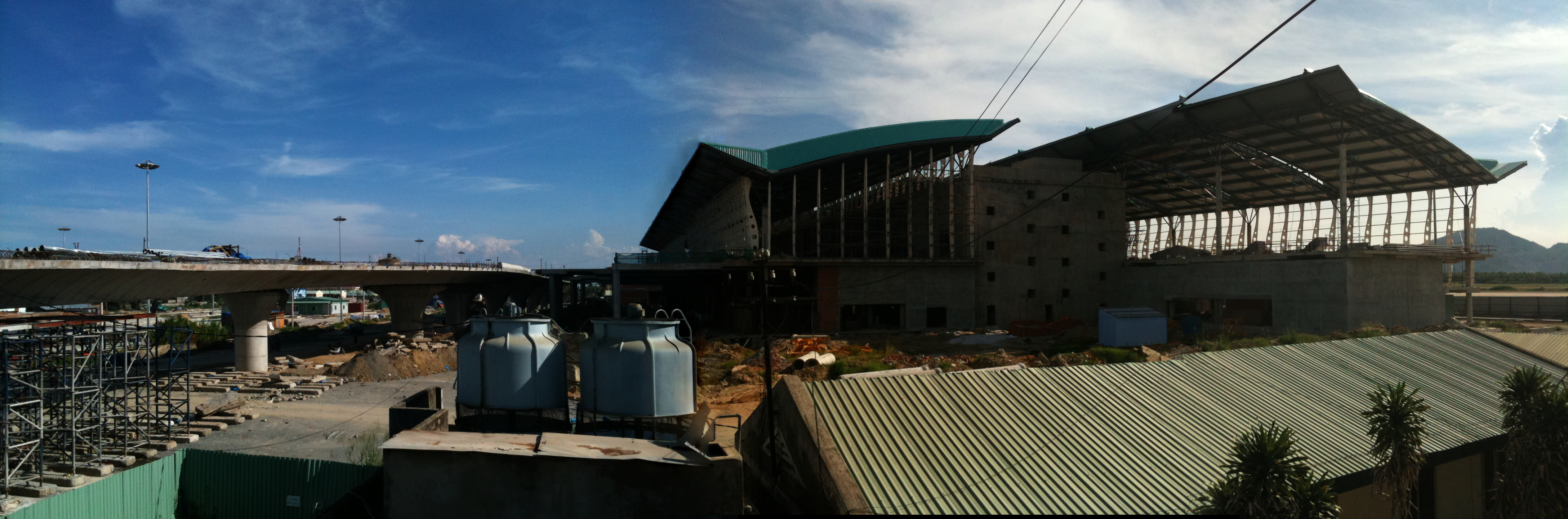
Constructie van de nieuwe terminal